# Müller & Kalkow
Müller & Kalkow  war eine Seifen- und Waschmittelfabrik mit Sitz in Magdeburg. Das Unternehmen wurde 1779 gegründet und wuchs aus kleinen Anfängen eines Handwerkbetriebes heraus zu einem mittelgroßen Familienunternehmen der Seifenindustrie. Am 1. Januar 1959 wurde die Firma durch eine staatliche Beteiligung in eine Kommanditgesellschaft umgewandelt. Im Rahmen der letzten Welle der Verstaatlichungen in der DDR erfolgte 1972 die Enteignung. Als VEB Seifama (Seifenfabrik Magdeburg) wurde der Betrieb weitergeführt. Die Treuhandanstalt übereignete 1991 den Betrieb einem Westinvestor. Die Produktion wurde bald eingestellt.

## Geschichte

### Von der Gründung bis zum Ersten Weltkrieg

Haus Breite Weg 36 um 1890 mit dem Schriftzug Müller & Kalkow

Johann Franz Coqui (* 14. April 1732; † 23. August 1800) war Seifensieder in der Neustädterstraße 23 in Magdeburg. Er war ein Onkel von Johann Kaspar Coqui der bekannten hugenottischen Familie in Magdeburg. Sein Sohn Johann Wilhelm Coqui (* 19. März 1778; † 7. Oktober 1850) führte das Geschäft weiter. Er kaufte das Haus Breite Weg 36 und errichtete dort die Seifenfabrikation. Seine Ehe war kinderlos und die Eheleute nahmen 1808 die Halbwaise Emilie Stamer (* 18. November 1797; † 20. November 1863) als Pflegekind auf. Johann Friedrich Müller (* 14. August 1792; † 17. Oktober 1851) war Seifensieder bei Johann Wilhelm Coqui. Dort lernte er Emilie Stamer kennen und heiratete sie am 17. Oktober 1819. Friedrich Müller war bereits 1845 als Eigentümer des Hauses Breite Weg 36 eingetragen. Hier befand sich bis 1892 die Fabrikation. Am 14. Januar 1860 brannte das Haus nieder. Nach Wiederaufbau wurde es am 26. September 1860 wieder bezogen. Im Jahr 1868 erfolgte die Vergrößerung des Geschäftes durch Zukauf und Umbau des Hauses Tischlerbrücke 24. Das Haus erhielt in dieser Zeit die Verzierungen und den Volutengiebel als Krönung. Der Sohn von Johann Friedrich Müller, Gustav Adolf Müller und seine Frau Emilie Caroline, die bisher im Haus Breite Weg 36 gewohnt hatten, bauten 1881 bis 1892 als Altersruhesitz das Haus Augustastraße 3, heute Hegelstraße 3 (s. a. Liste der Kulturdenkmale in der Magdeburger Altstadt).

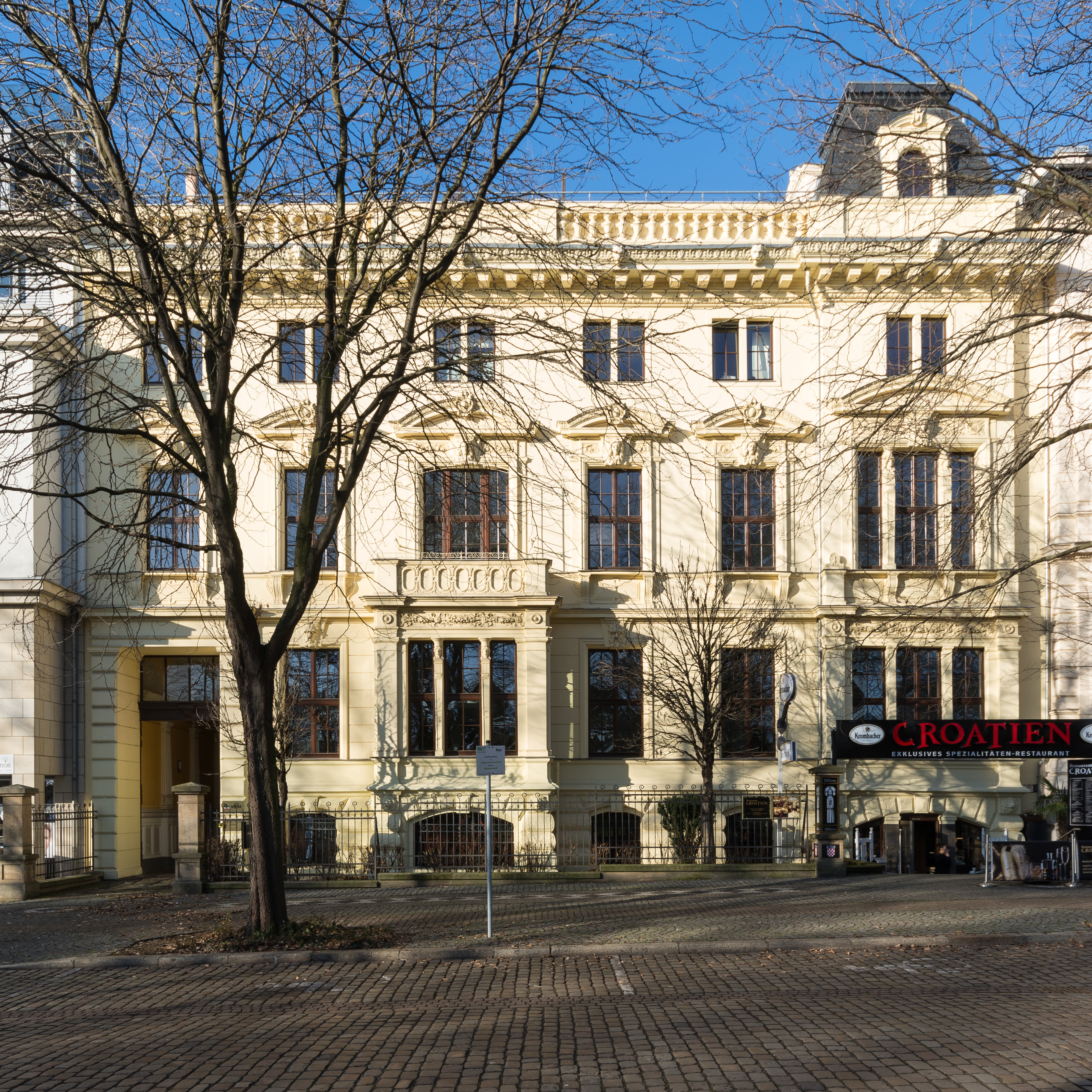
Haus Hegelstraße 3

Rechnung 1908 Müller & Kalkow mit der Darstellung des Wohnhauses und des Fabrikgebäudes auf dem leeren Stadtfeld

Gustav Adolf Müller schied Ende 1882 aus der Firma aus und es traten am 1. Januar 1883 sein Sohn Fritz (Friedrich) Müller und sein Schwiegersohn Hermann Emil Schrauth als neue Teilhaber in die Firma ein. Sie führten in Gemeinschaft mit Friedrich Kalkow das Geschäft weiter. 1890 kauften Gustav Adolf Müller und sein Sohn Fritz (Friedrich) Müller unter dem Eindruck des großen Brandes der Ölmühle der Lieferantenfirma Vereinigte Ölfabriken Hubbe und Farenholtz für einen Fabrikneubau ein Grundstück an der Großen Diesdorfer Straße. Sie errichteten 1891 bis 1892 einen modernen Fabrikbau an der Großen Diesdorfer Straße 3, als erste Firma, die auf dem Stadtfeld (damals außerhalb der Stadt) bauen durfte. Ein Wohnhaus für zwei Familien wurde an der Großen Diesdorfer Straße 4 direkt neben der Fabrik errichtet. 
Dort wohnten die Firmeninhaberfamilien Fritz (Friedrich) Müller und Hermann Emil Schrauth, der aus der Seifenfabrik P.H. Schrauth in Neuwied stammte und mit Marie Müller, der Schwester von Fritz Müller, verheiratet war. Licht wurde mit einer Maschine und Akkumulatoren - Batterien erzeugt. Hermann Emil Schrauth verstarb 1904 und Fritz Müller führte die Firma allein weiter. 1907 trat der Sohn von Hermann Schrauth, der Kaufmann Erich Schrauth, in die Firma ein. Die Firma Müller & Kalkow kaufte 1907, nachdem sie bis dahin Mieterin gewesen war, das Fabrikgebäude. Die Villa blieb im Privatbesitz der Familie Müller. 1913 wurde auf dem Firmengelände wegen des erhöhten Wasserbedarfs der Produktion ein eigener Brunnen gebohrt. Erfolgreiche Produkte bis 1914 waren u. a. die „Mühlenseife“, die Idealseife neben der billigeren kalt gerührten Kokosseife sowie die Feinseife Chic mit hochwertigem französischem Parfüm.

### Erster Weltkrieg und Weimarer Republik
Im Ersten Weltkrieg waren die Rohstoffe rationiert. Eine Seifenherstellungs- und Vertriebsgesellschaft wurde gegründet und Müller & Kalkow war infolge der Betriebsgröße weiterhin eine herstellende Firma, während andere Firmen die Produktion einstellen mussten. Zuletzt wurden nur noch Seifenpulver, Doppelriegel-Hauswaschseife und die K-A-Seife (sogenannte Kriegsausschuss-Seife) hergestellt. Auch nach Ende des Krieges produzierte Müller & Kalkow noch längere Zeit die K-A-Seife. Müller & Kalkow stellte aufgrund der Patente von Walther Schrauth die Afridol- und Providolseife für Bayer-Leverkusen her. Medikamente wurden in diese Seifen eingearbeitet und dann nach Leverkusen geliefert. Dort erfolgte die Verpackung und der weltweite Vertrieb. Der jüngere Bruder von Walther Schrauth – Erich Schrauth – war von 1907 bis 1968 Mitinhaber und Geschäftsführer von Müller & Kalkow. Am 1. November 1923 erfolgte die Vereinigung mit der Märkischen Seifenindustrie in Witten an der Ruhr, deren Inhaber Clemens Stallmeyer und Arthur Imhausen als Kommanditisten bei Müller & Kalkow einstiegen. Sie waren zur Hälfte beteiligt. Die Beteiligung bestand bis Ende 1924 oder 1925, da die Märkische Seifenindustrie sich von vielen Firmenbeteiligungen nach Ende der Inflation trennen musste. Nach der Inflation 1924 wird insbesondere wieder die Mühlenseife, die alte Spezialität, überall bekannt gemacht. In der Interessengemeinschaft Deutsche Seifenfabriken bestand seit 1925 eine Mitgliedschaft. Es handelte sich um eine Gemeinschaft von etwa 60 kleineren und mittleren Firmen, die gemeinsam ein selbsttätiges Waschpulver Pergolin vertrieben, das bei der Märkischen Seifenindustrie in Witten hergestellt wurde. Außerdem wurden dort auch Feinseifen in verschiedenen Preislagen lediglich für die Interessengemeinschaft produziert. Müller & Kalkow hatte durch Erich Schrauth den Alleinvertrieb für Hamburg und setzte pro Monat einen Waggon von etwa 15 t Pergolin dort ab, als Konkurrenzprodukt zu Persil der Firma Henkel. 1928 wurde der Verband der Deutschen Seifenfabriken gegründet. Dieser sollte der Konkurrenz der großen Seifenfabriken entgegenwirken, weil wegen der Preisunterbietungen durch die großen Firmen die kleineren Firmen mehr oder weniger nur noch mit Verlust oder mit geringem Verdienst arbeiteten. Als Vorsitzender wurde der Sohn von Fritz Müller – Johannes Müller –, der seit 1914 Mitinhaber der Firma Müller & Kalkow war, gewählt. Er hatte das Amt bis 1933 inne. 1929 wurde am 20. April das 150-jährige Jubiläum der Firma gefeiert.

### Drittes Reich und Zweiter Weltkrieg
Am 20. April 1939 bestand die Firma 160 Jahre. Aus diesem Anlass wurde eine Feinseife – Sonderfeinseife - „160 Jahre Wertarbeit“ in einem Dutzendkarton herausgegeben. Im Zweiten Weltkrieg wurde 1939 – 1943 die Produktion auf Kriegsseifenmittel umgestellt. Es gab im Verlauf des Krieges weiterhin Kernseife, Waschpulver, Feinwaschseife, Schmierseife und Feinwaschmittel in immer minderer Qualität. Johannes Müller war 1941 Leiter der Fachgruppe Seifen- und Waschmittelindustrie bei der Wirtschaftsgruppe Chemische Industrie.

### Sowjetische besetzte Zone und DDR-Zeit
Den Zweiten Weltkrieg überstand die Firma ohne größeren Schaden. Bis 1947 stand sie unter Sequester der sowjetischen Besatzer. Monatliche, z. T. auch wöchentliche Berichte mussten über den Gang der Firma persönlich auf der Kommandantur der Sowjets vorlegt werden. Später erfolgten von dort die Planungen in der Zuteilungen der Rohstoffe.
Wolfgang Müller (* 1. Juni 1899), der Bruder von Johannes Müller, seit 1926 Mitinhaber der Firma, wurde 1945 von den sowjetischen Behörden verhaftet. Er war – wie Johannes Müller – NSDAP-Mitglied gewesen. Nach einem Gefängnisaufenthalt in Magdeburg kam er in das Lager Mühlberg, wo er am 1. Februar 1947 verstarb. 1962 waren im Sortiment neben der Seifenherstellung Handwaschpaste, Feinwaschmittel Celex und Spülmittel Wie Neu. Als Lohnarbeiten wurden Fettspaltung und die Abfüllung des Unkrautvernichtungsmittels Spritz - Hormit für das Elektrochemische Kombinat Bitterfeld durchgeführt. 

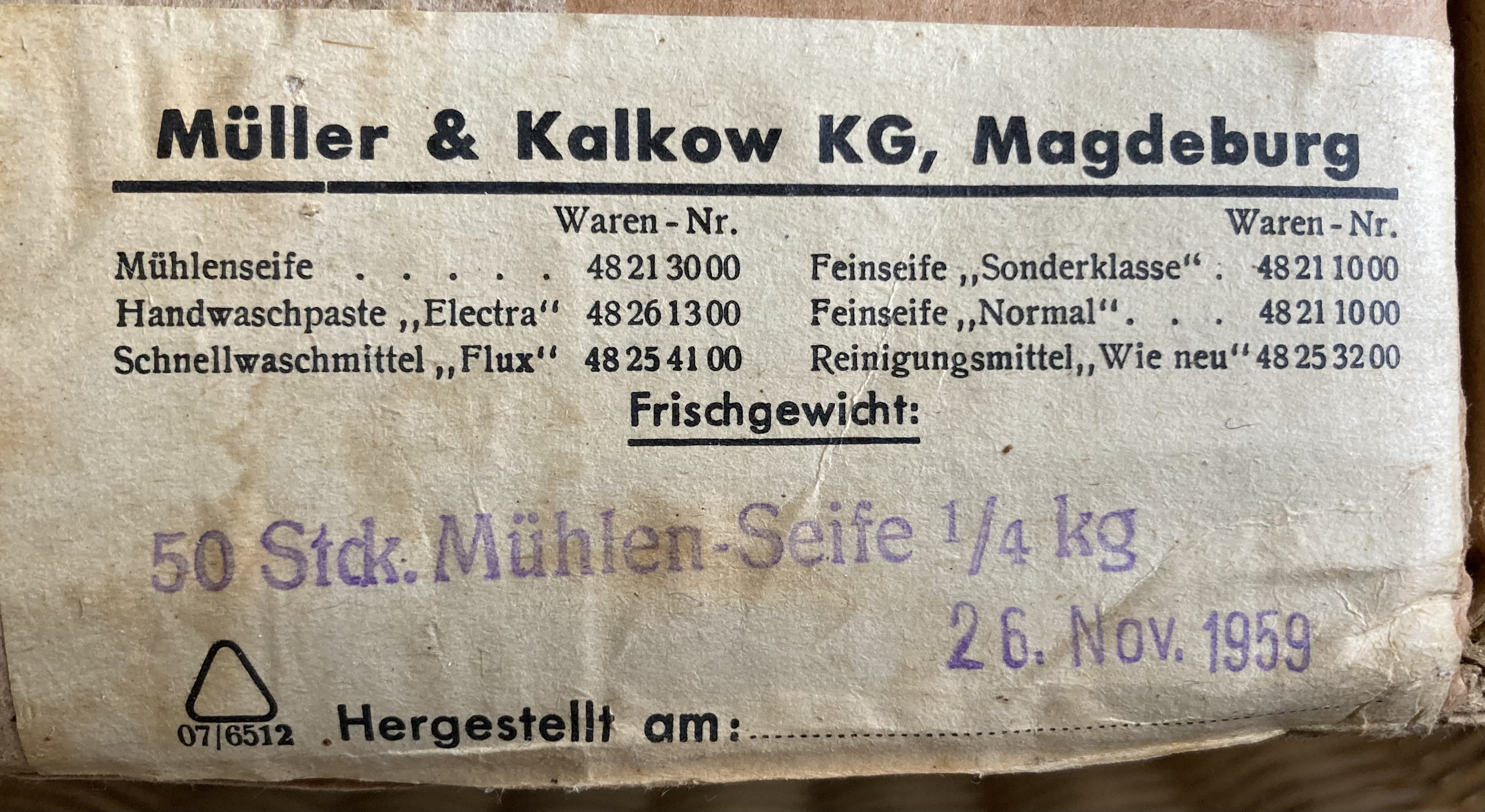
Paket Verpackungsaufkleber Müller & Kalkow 1959

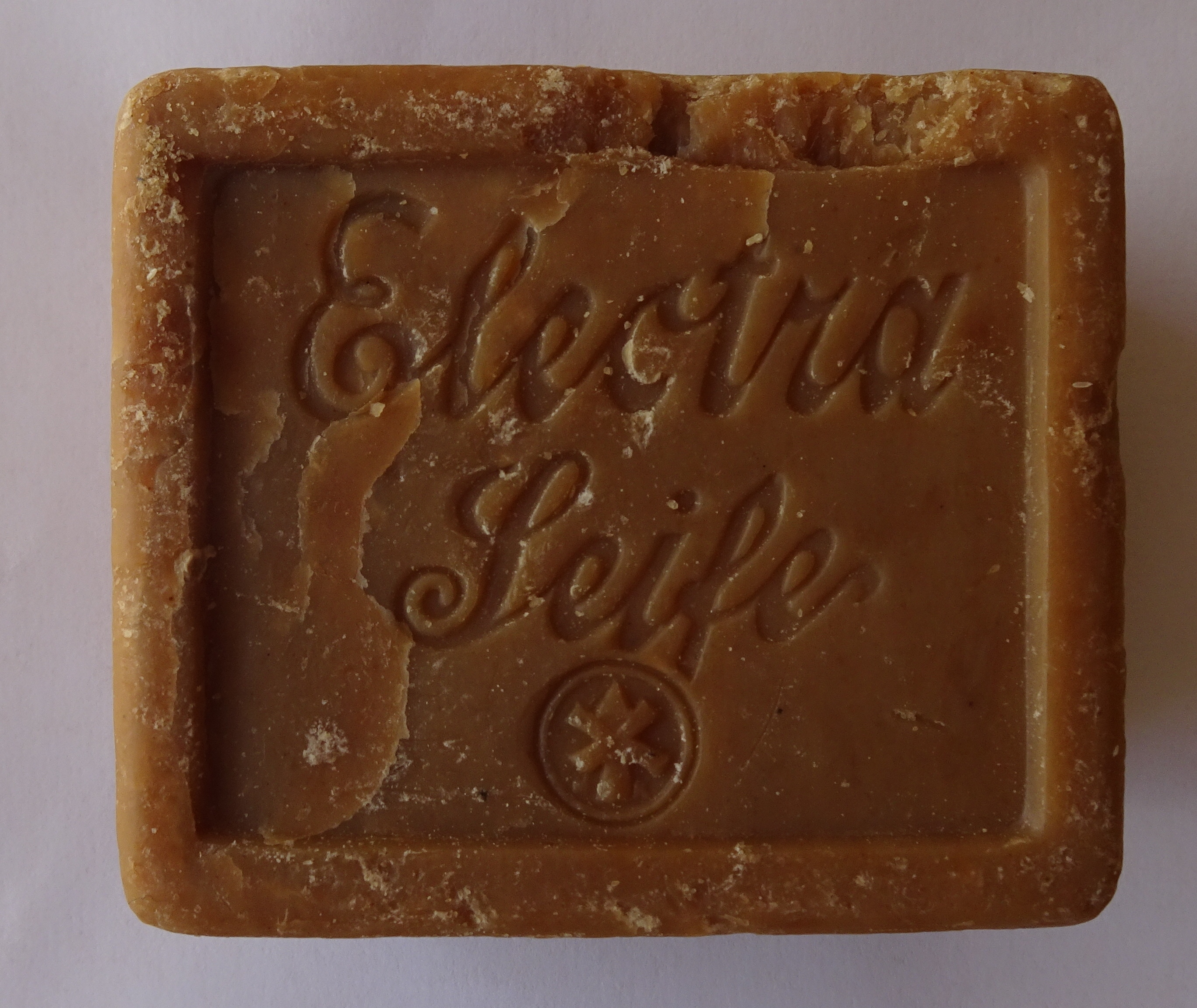
Electra Seife 1959

Die Abfüllung von Hormit – Pulver (2,4-Dichlorphenoxyessigsäure) wurde Ende 1962 aufgegeben, nachdem auf dem Firmengelände Kastanien vollständig eingegangen waren und andere Pflanzen sehr gelitten hatten. In der Hormit - Abfüllabteilung bestand wegen der unangenehmen Geruchsbelästigung eine sehr hohe Personalfluktuation. Johannes Müller verstarb 1963 und Erich Schrauth führte die Firma allein als Komplementär weiter. Die Villa Große Diesdorfer Straße 4, in der Johannes Müller gewohnt hatte, wurde an Müller & Kalkow verkauft und als Bürogebäude genutzt. Neuer Kommanditist wurde sein Sohn Dieter Müller. 1964 wurden neben der Seifen- und Kernseifenproduktion das Spülmittel Wie Neu, die Handwaschpaste Hawapa und Electra und allein für das Elektrochemische Kombinat Bitterfeld für deren Waschmittelherstellung der Seifenkörper AH hergestellt. 1964 konnte zeitweilig das Konkurrenzprodukt Fit wegen Mangel am Grundstoff E30 nicht produziert werden. Daher mussten deutlich mehr Mengen Wie Neu Spülmittel für den DDR-Markt produziert werden (342 % Planerfüllung), weil Wie Neu unabhängig von dem Importgrundstoff E30 war. 1968 verstarb der Komplementär Erich Schrauth. In seinem Testament legte er fest, dass der bisherige Geschäftsführer Hans-Jürgen Hallmann eine Einlage in Höhe von 10.000 Mark erhält, die zu je 5.000 Mark als Schenkung aus den Einlagen der Erbinnen, der westdeutschen Töchter von Erich Schrauth Irma Hoffmann und Milli Freytag, stammte. Herr Hallmann wird Komplementär und die beiden Schwestern, Dieter Müller und der VEB Patina Halle sind Kommanditisten. Am 20. April 1969 findet die Feier des 190-jährigen Bestehens statt. 1970 wurden u. a. die Handwaschpasten Electra, Electra sandfrei, Electra grün und das Spülmittel Mühli produziert. Im 1. Quartal 1969 war die Produktion von Wie Neu beendet worden und durch das neue Spülmittel Mühli ersetzt worden. Mühli wurde nach der Enteignung bis zur Wende von VEB Seifama weiter produziert. Seifama GmbH vertrieb das Produkt ab 1990 unter dem Namen Müli (siehe Liste von Markennamen und Produkten in der DDR).

## Verlust der Selbstständigkeit
Die Wirtschaftslenkung in der DDR machte es den verbliebenen privaten Firmen schwer insbesondere Rohstoffe geliefert zu bekommen. Daher wurde am 1. Januar 1959 der Staat zu 30 Prozent an der Firma beteiligt und als Betrieb mit staatlicher Beteiligung als Kommanditgesellschaft weitergeführt. Die Deutsche Investitionsbank (DIB) der DDR trat als Kommanditist ein. 1964 schied die Deutsche Investitionsbank Berlin Filiale Magdeburg aus der Firma aus und ab 1. August 1964 trat der VEB Seifenfabrik Patina, Halle a.d. Saale als Kommanditistin ein. Auslandsgeschäfte wurden der Firma nicht genehmigt. 1962 wollte die Firma Müller & Kalkow einen Auftrag mit einer Firma in Malta verhandeln. Es wurde ihr aber von der Vereinigung Volkseigener Betriebe – Allgemeine Chemie – in Leipzig untersagt, ein Angebot über Waschseife anzubieten, weil nur bestimmte Firmen für den Export zugelassen waren, in diesem Fall die Konsumseifenfabrik Riesa. 1971 im letzten Jahr vor der Enteignung wurde der Gewinn der Firma von 269.000 Mark (DDR) unter den Gesellschaftern entsprechend ihrer prozentualen Beteiligung verteilt. Letzter staatlicher Teilhaber war der VEB Chemisches Kombinat Miltitz. Ab 20. April 1972 wurde die enteignete Firma unter dem Namen VEB Seifama (Seifenfabrik Magdeburg) weitergeführt. Die Eigentümer erhielten ihre Einlagen auf Bankkonten, über die die Westdeutschen nicht verfügen konnten.